# Panorama in Interlingua
A Panorama in Interlingua az Union Mundial pro Interlingua 1988 januárjában alapított kéthavonta jelentkező kiadványa. A magazin teljesen interlingva nyelven készül és az UMI munkájáról, az interlingvát érintő eseményekről szól, de ezen kívül szép számmal található benne egyéb témájú cikk is. Politikailag és vallásilag semleges, ezekben a témákban nem is jelentet meg cikkeket.
A kiadvány 28 oldalas, A5-ös méretű. Szerkesztősége a dániai Taastrupban található. Főszerkesztője Thomas Breinstrup. Az előfizetési díja 15 € egy évre, mely több megrendelés esetén csökkenthető. ISSN 0903-2932.
A Panorama in Interlingua 1988-ban két folyóirat egybeolvadásából született: az egyik az UMI 1964-ben alapított háromhavonta jelentkező magazinja, a Currero volt, a másik pedig egy magánkiadvány, a kéthavonta jelentkező Heraldo de Interlingua.

## Külső hivatkozások
- Panorama in Interlingua